# Atenas (canton)
Pour la ville, voir Atenas.
Le canton d'Atenas est une subdivision administrative du Costa Rica appartenant à la province d'Alajuela. Il couvre une superficie de 127,19 km2, pour une population de 22 479 habitants. Le chef-lieu du canton est la ville d'Atenas.

## Composition
Le canton d'Atenas est divisé en 7 districts :
| Code Inec | District       | Population (2000) | Densité (hab./km²) | Superficie |
| --------- | -------------- | ----------------- | ------------------ | ---------- |
| 20501     | Atenas         | 7 182             |                    |            |
| 20502     | Jesús          | 5 201             |                    |            |
| 20503     | Mercedes       | 2 691             |                    |            |
| 20504     | San Isidro     | 2 496             |                    |            |
| 20505     | Concepción     | 3 048             |                    |            |
| 20506     | San José       | 1 794             |                    |            |
| 20507     | Santa Eulalia) | 1 670             |                    |            |
|           | Atenas         | 22 479            | 177                | 127.19     |